# Parafia św. Jadwigi Śląskiej w Janiszewie

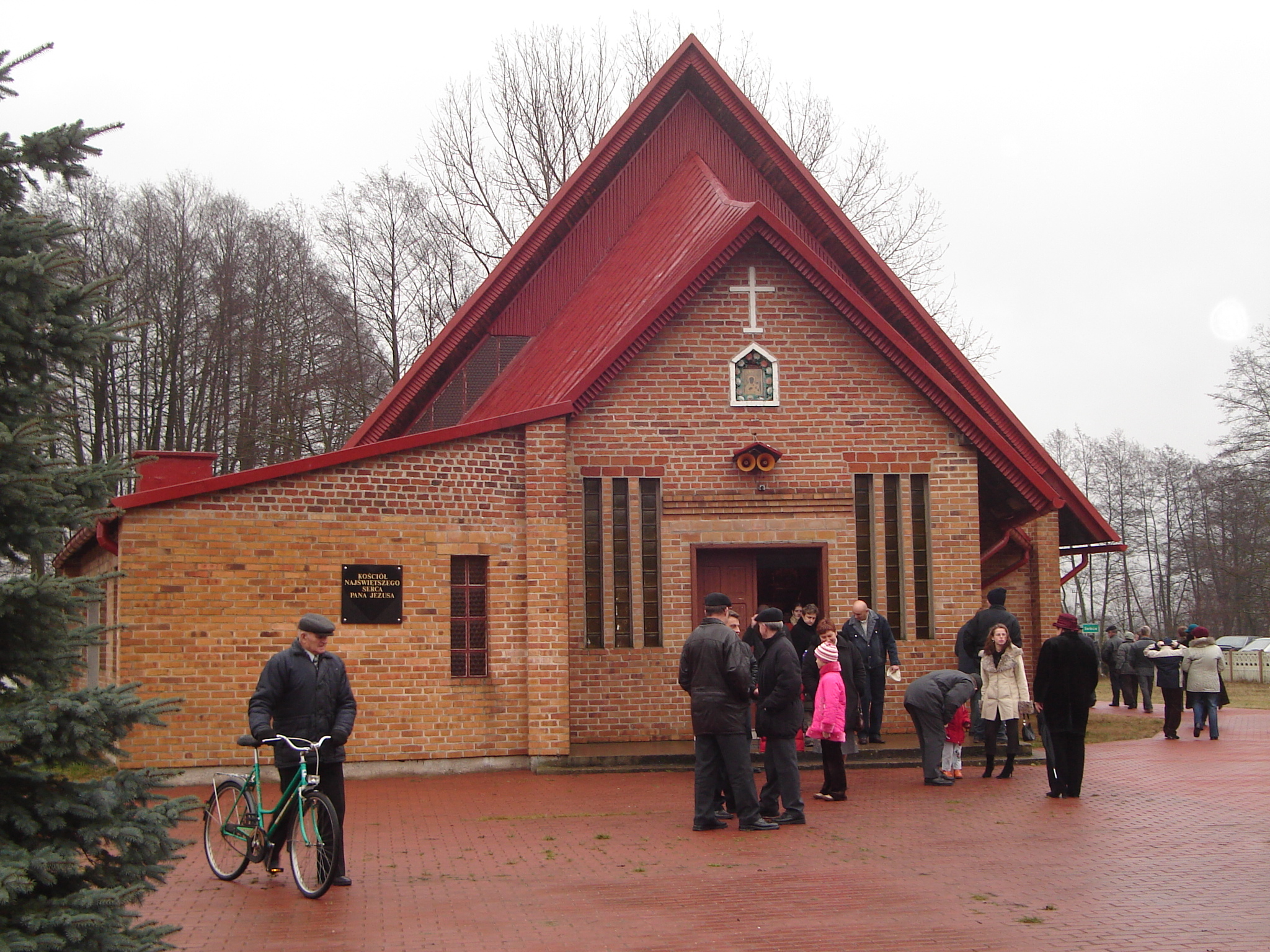
Kaplica filialna w Posoce

Parafia Świętej Jadwigi Śląskiej w Janiszewie – rzymskokatolicka parafia położona we wschodniej części gminy Brudzew. Administracyjnie należy do dekanatu kościeleckiego (diecezja włocławska). Zamieszkuje ją ok. 1200 wiernych.

## Duszpasterze
- proboszcz: ks. Paweł Szudzik (od 20 listopada 2020)

## Kościoły
- kościół parafialny: Kościół św. Jadwigi Śląskiej w Janiszewie
- kościół filialny: Kościół Najświętszego Serca Pana Jezusa w Posoce

## Informacje ogólne
W skład granic administracyjnych parafii wchodzą:
- gmina Brudzew
  - Janiszew
  - Kozubów
  - Koźmin
  - Krwony
  - Kuźnica Janiszewska
  - Podłużyce
- gmina Przykona
  - Posoka
  - Sacały

W Janiszewie znajduje się cmentarz parafialny z nagrobkami z początku XX wieku (najstarszy z 1907 roku).

## Duszpasterstwo
Odpusty parafialne:
- 16 lipca – NMP z Góry Karmel (kościół parafialny)
- 16 października – św. Jadwigi Śląskiej (kościół parafialny)
- 3 czerwca – Najświętszego Serca Jezusowego (kościół filialny)

## Administratorzy parafii w XX wieku
- ks. Józef Nowacki (1900–1902)
- ks. Jan Żak (1903–1905)
- ks. Kazimierz Nieznański (1905–1909)
- ks. Michał Koźbiał (1909–1918)
- ks. Faustyn Filewski (1918)
- ks. Henryk Nowierski (1918–1920)
- ks. Tadeusz Oskierko (1921–1924)
- o. Aleksy Łuczaj OSPPE (1924–1931)
- ks. Zygmunt Lankiewicz (1931–1934)
- ks. Marian Czajkowski (1934–1937)
- ks. Lucjan Lewandowski (1937–1939)
- vacat (1939–1945; II wojna światowa)
- ks. Zygmunt Baliński (1945–1946, proboszcz parafii w Galewie, administrator tymczasowy)
- ks. Jan Maciejewski (1946, administrator tymczasowy)
- ks. Stefan Kwiatkowski (1947–1948, proboszcz parafii w Galewie, administrator tymczasowy)
- ks. Wacław Liśkiewicz (1948–17 sierpnia 1954, proboszcz parafii w Brudzewie, administrator parafii)
- ks. Eugeniusz Kręcicki (17 sierpnia 1954–19 listopada 1963, proboszcz, budowniczy kościoła)
- ks. Henryk Fiwek (19 listopada 1963–20 grudnia 1963, proboszcz parafii w Brudzewie, administrator tymczasowy),
- ks. Marian Dławichowski (20 grudnia 1963–28 lutego 1972, proboszcz, odwołany przez biskupa w lutym 1972 roku)
- ks. Serafin Opałko (28 lutego 1972–10 marca 1972 dziekan kolski, administrator tymczasowy)
- ks. Zdzisław Król (10 marca 1972–5 lipca 1982) – proboszcz),
- ks. Zenon Karduszewski (5 lipca 1982–30 sierpnia 1986, proboszcz)
- ks. Edmund Pluskota (30 sierpnia 1986–30 sierpnia 2008),
- ks. Henryk Witczak (13 września 2008–31 stycznia 2011),
- ks. Zbigniew Jałoszyński (od 1 lutego 2011–21 listopada 2020),
- ks. Paweł Szudzik (od 21 listopada 2020).